# Batalla de Wadi al-Laban
La batalla de Wadi al-Laban, también transliterado como Oued el Leben (del árabe: وادي اللبن ‘río de leche’), fue una acción militar acontecida durante los meses de marzo y abril de 1558, cuando un ejército otomano liderado por Hasán Pachá, el hijo del corsario Jeireddín Barbarroja, se enfrentó a las fuerzas marroquíes del sultán saadí Abdallah al-Ghalib. El combate tuvo lugar al norte de Fez, en Wadi al-Laban, un afluente del río Sebú, sin que ninguno de los contendientes obtuviese una victoria clara.
El conflicto entre los dos estados musulmanes se inició a raíz de la negativa del sultán marroquí Mohammed ash-Sheikh a prestar juramento de fidelidad a los turcos, aliándose además a España contra ellos.
Con el mandato de dirigir los esfuerzos en contra del gobernante marroquí, los otomanos escogieron en junio de 1557 a Hasán Pachá, hijo de Barbarroja, como beylerbey de la Regencia de Argel. Bajo instigación suya se produjo el asesinato de Mohammed ash-Sheikh en octubre de aquel mismo año, a manos de uno de sus guardaespaldas.
Hasán Pachá invadió Marruecos a principios de 1558, pero su avance fue detenido por el nuevo sultán, Abdallah al-Ghalib, en Wadi al-Laban. La batalla no tuvo un resultado evidente, y Hasán tuvo que retirarse ante las noticias sobre los preparativos españoles para una ofensiva desde Orán. Embarcó desde el puerto de Cazaza, al oeste de Melilla, y desde allí regresó a Argel para preparar su defensa frente a los cristianos, quienes lanzaron una expedición contra Mostaganem.